# Sofifi
Sofifi – miasto w Indonezji, stolica prowincji Moluki Północne od 4 sierpnia 2010 roku. Położone na wyspie Halmahera, w archipelagu Moluków.